# Franz Schmid (Theologe)

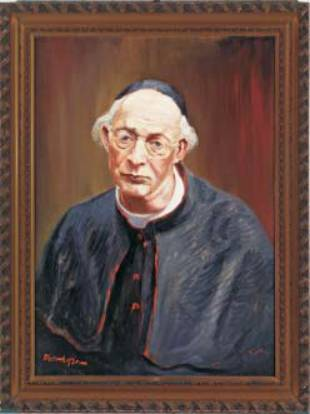
Franz Schmid Kapitularvikar von Brixen, 1918–21

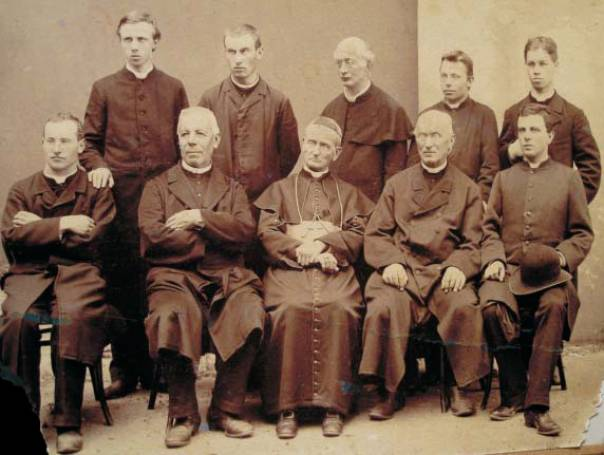
Franz Schmid (hintere Reihe mittlere Person), vorn mittig, Fürstbischof Simon Aichner von Brixen.

Franz Schmid (* 5. Oktober 1844 in Terenten; † 18. September 1922) war Kapitularvikar der Diözese Brixen.
Nach Fürstbischof Simon Aichner erlangte unter den in Terenten geborenen Priestern Franz Schmid die größte Bedeutung. Über ihn schrieb Anselm Sparber in der Katholischen Salzburger Kirchenzeitung 1927, Nr. 37, einen ehrenden Nachruf. Franz Schmid wurde am 5. Oktober 1844 in Terenten geboren. Seine schulische Laufbahn begann er bei den Augustinerchorherren in Neustift. In Innsbruck begann er zunächst das Studium der Philosophie, am Germanicum in Rom widmete er sich der Theologie. Seine Studien schloss er mit dem Doktorat der Philosophie und Theologie ab. Am 25. Mai 1872 wurde er in Rom zum Priester geweiht. Nach Jahren seelsorglicher Tätigkeit wurde er 1879 zum Spiritual ans Priesterseminar nach Brixen berufen. Bald übernahm er die Lehrkanzel für Kirchengeschichte und im Jahre 1882 jene für spezielle Dogmatik.
Er verfasste mehrere bedeutende theologische Werke:
- De Inspirationis Bibliorum vi et ratione, Weger, Brixen 1885
- Quaestiones selecte ex Teologia dogmatica, Paderborn, Schöningh 1891
- Die außerordentlichen Heilwege für die gefallene Menschheit, Tyrolia 1899.

Andere Schriften von ihm sind:
- Christus als Prophet, Tyrolia 1892
- Die Wirksamkeit des Bittgebetes, Tyrolia 1895
- Die Sakramentalien der Katholischen Kirche, Tyrolia 1896
- Der Unsterblichkeits- und Auferstehungsglaube in der Bibel, Tyrolia 1904
- Das Fegefeuer nach katholischer Lehre, Tyrolia 1904
- Die Seelenläuterung im Jenseits, Tyrolia 1907

Dazu kamen noch viele gelehrte Aufsätze und Abhandlungen in theologischen Zeitschriften. Durch seine wissenschaftlichen Arbeiten erlangte er einen großen Ruf. Im Jahr 1894 wurde er zum Domherrn ernannt, ungefähr 10 Jahre später zum päpstlichen Hausprälaten, 1908 zum Nachfolger von Dr. Franz Egger zum Seminarregens und schließlich 1917 zum Generalvikar und Dompropst. 
Nach dem Tode von Fürstbischof Franz Egger, am 17. Mai 1918, wurde Franz Schmid zum Kapitularvikar gewählt und verwaltete die Diözese Brixen kommissarisch. Infolge der politischen Ereignisse teilte man kurz danach Tirol zwischen Österreich und Italien auf und große Diözesangebiete, einschließlich des Bischofssitzes Brixen fielen an Italien. Deshalb trat eine mehrjährige Vakanz des Bischofstuhles ein, in der die Diözese von Kapitularvikar Franz Schmid weitergeleitet wurde. Erst 1921 erhielt Franz Egger in der Person von Johannes Raffl einen Nachfolger als Bischof (nicht mehr Fürstbischof) der Diözese Brixen und Franz Schmid konnte sein Amt niederlegen. Die bei Österreich verbliebenen Teile der Diözese (hauptsächlich Nordtirol) wurden 1925 vom Bistum Brixen abgetrennt.
Franz Schmid leitete – ohne je Bischof gewesen zu sein – drei Jahre lang als Kapitularvikar die Diözese Brixen (1918–1921), in einer äußerst schwierigen Zeit.